# The Mexican Sweethearts
The Mexican Sweethearts è un cortometraggio muto del 1909 scritto e diretto da David W. Griffith. Prodotto e distribuito dalla Biograph Company, il film uscì nelle sale il 24 giugno 1909. Protagonista del film, Mary Pickford. Tra gli altri interpreti, James Kirkwood al suo settimo film e, in una comparsata, Mack Sennett.

## Trama
Una senorita messicana riesce a ingelosire il suo innamorato fingendo di preferirgli un soldato americano. La messa in scena della ragazza sta per fare scoppiare una tragedia finché lei non confessa la verità.

## Produzione
Il film fu prodotto dalla Biograph Company.

## Distribuzione
Distribuito dalla Biograph Company, il film - un cortometraggio di 94 metri - uscì nelle sale cinematografiche statunitensi il 24 giugno 1909. Nelle proiezioni, veniva programmato con il sistema dello split reel, accorpato in un'unica bobina con un altro cortometraggio prodotto dalla Biograph e diretto da Griffith, The Peachbasket Hat.